# The Last Chapter II: The War Continues
The Last Chapter II: The War Continues è una miniserie televisiva canadese del 2003 diretta da Richard Roy, prodotta da Claudio Luca e scritta da Luc Dionne. È il seguito di un'altra miniserie, The Last Chapter (2002). Realizzata e prodotta in due lingue: inglese e francese, è stata trasmessa dalla Canadian Broadcasting Corporation (CBC) nella versione inglese e dalla Société Radio-Canada (SRC) nella versione francese, con il titolo Le Dernier Chapitre: La Vengeance, dal 5 marzo 2003. La miniserie è divisa in sei puntate ed è stata distribuita da Distribution Ciné Télé-Action Inc. ed in DVD per il Canada da Morningstar Entertainment.

## Trama
La miniserie è il seguito della storia di uno dei più grandi gruppi di motociclisti  del Canada denominati Triple Sixers. Il gruppo a seguito di una dura lotta si era infatti diviso in due fazioni opposte, l'una capeggiata da Ross Desbiens e l'altra da Bob Durelle.
Ross, che si supponeva morto alla fine della precedente serie, vittima di un rapimento da parte del gruppo avversario, è invece tutt'altro che morto, è vivo e sta meditando la sua vendetta contro Bob in Texas accanto al gruppo rivale dei Sixers; i Matadors.
I Matadors arrivano in Ontario e si espandono in ben quattro province canadesi. Bob per ostacolarli si accorda con i Colombiani così da tagliare fuori dagli affari della droga il gruppo di Ross. Bob non sa però della vendetta che Ross sta meditanto e non sa nemmeno che sua moglie sta collaborando con la polizia segretamente per ottenere un divorzio senza rischi e per Bob le cose non saranno affatto semplici.

## Premi e candidature

### Gemini Awards 2003
- Vinto come miglior attrice: Marina Orsini
- Candidato come miglior attore: Michael Ironside
- Candidato come miglior attore co-protagonista: Dan Bigras
- Candidato come miglior fotografia: Marc Charlebois

## Cast principale
- Michael Ironside, interpreta Bob Durelle
- Roy Dupuis, interpreta Ross Desbiens
- Maxim Roy, interpreta Jennifer McKenzie
- Marina Orsini, interpreta Karen Durelle la moglie di Bob durelle
- Dan Bigras, interpreta Roots Racine
- Michel Forget, interpreta l'ispettore Bill Guénette
- Andreas Apergis, interpreta David Butler
- Don Francks, interpreta President Stanz
- Jean Pierre Bergeron, interpreta Philip Gabriel
- Tony Conte, interpreta Gilles

## Distribuzione internazionale
- La miniserie TV è stata distribuita dal 17 novembre 2005 in Ungheria
- Il titolo della versione francese della fiction è Le dernier chapitre - la vengeance.